# Nhut Le
Nhut Le es un actor, productor y guionista vietnamita, conocido por su papel como Judomaster en la serie de HBO Max Peacemaker.

## Biografía
Nhut Le nació en Ho Chi Minh, Vietnam, y a los 6 años se mudó a los Estados Unidos. Actualmente reside en Los Ángeles.

## Filmografía
| Año       | Título          | Papel                      | Notas        |
| --------- | --------------- | -------------------------- | ------------ |
| 2013      | Martial Science | Varios                     |              |
| 2013-2015 | Kroll Show      | Inuit Andy/Blisteritos Kid | 7 episodios  |
| 2014      | Jinxed          | Kenny                      | Cortometraje |
| 2014      | Los Feliz 90027 | Gay 2                      |              |
| 2014      | Library Ghosts  | Librero terrorífico        | Cortometraje |
| 2015      | Stardumb        | Chelsea Adams              | 8 episodios  |
| 2015      | Bitch Please    | Goblin                     | 1 episodio   |
| 2016      | The Cost        | El Monstruo                | Cortometraje |
| 2017      | Jenny Trump     | Eddie                      | Miniserie    |
| 2017      | Comfort         | Tao                        | Cortometraje |
| 2017      | Score           |                            | 1 episodio   |
| 2018      | Gay Gardens     | Pequeño Eddie              | Miniserie    |
| 2018      | Raven's Home    | Nerdidorken                | 1 episodio   |
| 2022      | Peacemaker      | Judomaster                 | 8 episodios  |